# Storebæltsforbindelsen
Storebæltsforbindelsen (dt. etwa: Die Großer-Belt-Verbindung, auch als Großer-Belt-Querung bezeichnet) ist die rund 18 km lange feste Verkehrsverbindung über den Großen Belt zwischen Slagelse auf der dänischen Insel Seeland (dän. Sjælland) und Nyborg auf Fünen (Fyn). Über sie verlaufen die Eisenbahnverbindung København–Fredericia und die Europastraße 20.
In den Jahren 1988 bis 1998 errichtet, löste die Storebæltsforbindelse die bis dahin bestehende Fährverbindung zwischen Korsør auf Sjælland und Nyborg ab.
Die Bauwerke der Verbindung sind
- der 8024 m lange zweiröhrige Eisenbahntunnel (Großer-Belt-Bahntunnel) zwischen Slagelse und der künstlich vergrößerten Insel Sprogø
- die Storebæltsbro (dt.: Großer-Belt-Brücke), ein Brückenzug, der seinerseits aus
  - dem Ostteil zwischen Sprogø und Sjælland mit einem Mittelteil als Hängebrücke mit 1624 m Spannweite und
  - im Westen der 6611 Meter langen Flachbrücke für den Straßen- und Eisenbahnverkehr zwischen Sprogø und Nyborg auf Fünen besteht.

Unter beiden Brückenabschnitten finden sich betonnte und befeuerte Durchfahrten für die Schifffahrt, die Westrinne (dän.: Vesterrende) und die Ostrinne (dän.: Østerrende). Die Westrinne ist mit einer Durchfahrtshöhe von 18 m für kleine und mittlere Sportschiffe vorgesehen, die Ostrinne (65 m) hauptsächlich für die Großschifffahrt. Für die Benutzung der Ostrinne ist eine Sprechfunkanmeldung bei der Revierzentrale Great Belt Traffic vorgeschrieben, für die Westrinne ist sie empfohlen.
Die Eisenbahnverbindung im Eigentum der A/S Storebælt wird von Banedanmark betrieben.

## Belege
1. ↑  Gerundeter täglicher Durchschnittswert, errechnet aus Angaben des Brückenbetreibers: Trafiktal fra Storebælt. Auf storebaelt.dk, abgerufen am 8. April 2020 (dänisch)
2. ↑  Fakten und Geschichte - Storebælt. In: storebaelt.dk. Abgerufen am 16. August 2016.
3. ↑  Network Statement 2022 Banedanmark